# Ibirá (ort)
Ibirá är en ort i Brasilien.   Den ligger i kommunen Ibirá och delstaten São Paulo, i den sydöstra delen av landet, 600 km söder om huvudstaden Brasília. Ibirá ligger 453 meter över havet och antalet invånare är 10 896.
Terrängen runt Ibirá är platt. Närmaste större samhälle är Potirendaba, 14,7 km väster om Ibirá.
Omgivningarna runt Ibirá är en mosaik av jordbruksmark och naturlig växtlighet. Runt Ibirá är det glesbefolkat, med 14 invånare per kvadratkilometer.